# Jaimeo Brown
Jaimeo Brown (1978) is een Amerikaanse jazzdrummer en orkestleider.

## Biografie
Browns ouders waren beiden muzikanten en hij groeide op in hun New Yorkse woning met jazz. Op 16-jarige leeftijd begon hij voor de eerste keer met het drumspel en zijn docent was Sly Randolph. Daarna studeerde hij in het jazzprogramma aan de William Paterson University, dat hij in 2001 afsloot met lof. In zijn bachelorwerk hield hij zich bezig met de invloed van de zwarte kerk op de jazz.
Direct na het einddiploma werd hij drummer van de Mingus Big Band. Later speelde hij bij verschillende muzikanten als Bobby Hutcherson, Kenny Garrett, Wynton Marsalis, Carlos Santana, Stevie Wonder, Carl Craig en Q-Tip. In 2007 vervolgde hij zijn studies aan de Rutgers University bij Victor Lewis tot aan zijn master. Zijn werken als componist en arrangeur presenteerde hij in 2008 met de bigband van de universiteit in het New Yorkse Birdland.
In 2009 toerde hij als Amerikaanse jazzambassadeur door het Midden-Oosten. Bovendien behoorde hij tot de band van Greg Tardy, waarmee hij zeven albums uitbracht. Hij nam ook op met Joe Locke (Lay Down My Heart: Blues & Ballads Vol.1) en Craig Brann. Tot 2015 was hij op het gebied van de jazz betrokken bij 20 opnamen. Zijn ook op de Berliner Jazztage in 2013 voorgestelde project Transcendence rond JD Allen en Chris Sholar is een vergaarbak van Afro-Amerikaanse muziektradities, verrijkt met Indiase elementen. Gospel en negrospirituals ontmoetten daarin soul, hiphop en vrije improvisatie. Daar breidde hij zijn trio uit rond de toetsenist Kelvin Sholar, die ook thuis is in verschillende stijlen als vrije improvisatie, groove jazz en techno.

## Discografie
- 2013: Transcendence (met JD Allen, Geri Allen, Chris Scholar, Falu, Dartanyan Brown, Marcia Miget, Gee's Bend Singers, Marisha Brown, Selah Brown, Kelvin Sholar, Andrew Shantz)
- 2016: Transcendence: Worksongs (met Marcia Miget, JD Allen, Chris Scholar, Jaleel Shaw, Big Yuki, Brandon McCune, Falu, Lester Chambers, Marisha Rodriguez)

- Bibliothèque nationale de France: cb157412220 (data)
- International Standard Name Identifier: 0000 0000 0478 7657
- Library of Congress Control Number: no2013079978
- MusicBrainz: e0c11e03-9a16-4587-8eb6-144ed13b7c23
- Virtual International Authority File: 20010768
- WorldCat: E39PBJtrWyfGpghmkVyWvrckjC